# Sagittaria montevidensis
Sagittaria montevidensis là một loài thực vật có hoa trong họ Alismataceae. Loài này được Cham. & Schltdl. miêu tả khoa học đầu tiên năm 1827.